# SPG-9
El SPG-9 Kopye (lanza) es un cañón sin retroceso ruso de 73 mm, portátil, transportable por sus servidores y que se monta sobre un trípode para su disparo. Es similar al cañón Grom 2A28 de 73 mm. 
Entró en servicio en 1962, sustituyendo al cañón B-10. El proyectil es lanzado desde el arma mediante un pequeño impulsor, que le da una velocidad inicial de entre 250 y 400 metros por segundo. Una vez que el proyectil ha recorrido unos 20 metros del lanzador, es proyectado por cohetes asistidos, adquiriendo una velocidad de 700 metros por segundo. A pesar de ser liviano, el SPG-9 es transportado en un vehículo y llevado a la posición de sus dos servidores. Su despliegue se efectúa en un minuto. 
El arma está en servicio en un gran número de las fuerzas armadas, y puede disparar una gran variedad de proyectiles, no obstante la mayoría de ellos son copias del ex-soviético PG-9 HEAT y OG-9 FRAG-HE El SPG-9D es una variante empleada por las tropas aerotransportadas que permite el desmonte de sus ruedas. Actualmente, es fabricado en Irán. 
Una característica interesante de esta arma, como muchos modelos soviéticos de artillería, es que al ser 1 mm más grueso el calibre que su homólogo estadounidense, las municiones de este último  pueden ser disparadas por el spg soviético en caso de urgencia.

## Usuarios
- Afganistán
- Armenia
- Bulgaria: SPG-9DNM
- Cuba
- Georgia
- Irak
- Irán - SPG-9
- Nepal
- Perú
- Polonia
- Rumania - AG-9
- Ucrania
- Siria